# Banc de Suècia
El Banc de Suècia (en suec: Sveriges riksbank) és el banc central del Regne de Suècia. Fundat el 1668, és el banc central més antic del món. Amb seu central a Estocolm, és l'autoritat monetària de Suècia, el banc aquesta encarregat d'encunyar les monedes i bitllets de la corona sueca. És membre del Sistema Europeu de Bancs Centrals.

## Premis Nobels
El 1968, en ocasió del tricentenari de la seva creació, es va crear el Premi del Banc de Suècia de ciències econòmiques en memòria d'Alfred Nobel, anomenat el "Nobel d'Economia". Aquest es lliura en la mateixa cerimònia dels Premis Nobel a Estocolm, els 10 de desembre, coincidint amb l'aniversari de la mort de Nobel.